# Osljabja
La Osljabja o Oslyabya (in russo Ослябя?) fu una nave da battaglia tipo pre-dreadnought della Voenno Morskoj Flot Rossijskoj Imperii, appartenente alla classe Peresvet. Prese il nome da Rodion Osljabja, monaco del monastero della Trinità di San Sergio ed eroe della battaglia di Kulikovo. La Osljabja fu affondata durante la battaglia di Tsushima, diventando la prima nave da guerra di costruzione interamente metallica a venire affondata solo dal fuoco dell'artiglieria navale avversaria, senza l'ausilio di siluri od altre armi.

## Servizio
Il 25 luglio 1903 la Osljabja lasciò i cantieri dell'Ammiragliato nel Mar Baltico assieme all'incrociatore corazzato Bayan, facendo rotta verso la base di Port Arthur dove avrebbe dovuto unirsi al primo squadrone del Pacifico assieme alle navi sorelle Peresvet e Pobeda. Durante il viaggio, nella notte tra l'8 ed il 9 agosto 1903 la chiglia della nave toccò il fondale a Gibilterra. Al suo arrivo in Algeria lo scafo fu ispezionato da dei subacquei, che scoprirono che la nave aveva riportato danni. La Osljabja fu sottoposta a riparazioni a La Spezia dal 12 ottobre ai primi del dicembre 1903. Dopo le riparazioni fu scoperto che filtrava acqua attraverso i rivetti e le saldature, ma ulteriori riparazioni furono rimandate.
Il comando della Osljabja passò al contrammiraglio Andrei Andreyevich Virenius. Il 23 novembre 1903 fu lo stesso Virenius ad attirare l'attenzione dei meccanici di bordo sull'anomala, enorme quantità di carbone bruciato dalla corazzata. La Osljabja consumava 26 tonnellate di carbone da ferma e 114 tonnellate in navigazione per giorno, mentre la Tsesarevich ne consumava rispettivamente 8 e 76.
Il 31 gennaio 1904, mentre la Osljabja era all'ancora a Gibuti, il contrammiraglio Virenius ricevette la notizia della dichiarazione di guerra del Giappone alla Russia. A Virenius fu ordinato di tornare al Mar Baltico e, nel mese di aprile 1904, la Osljabja fu sottoposta a riparazioni nel porto di Kronštadt. Oltre ai lavori previsti, fu migliorato il sistema di ventilazione della nave.

### Guerra russo-giapponese
Il primo squadrone del Pacifico, a cui la Osljabja non riuscì ad unirsi, prese parte alla battaglia del Mar Giallo. Durante il successivo assedio di Port Arthur le due navi sorelle della Osljabja furono affondate ai loro ormeggi. In seguito furono entrambe recuperate dai giapponesi ed integrate nella Marina imperiale. La Osljabja era parte della Flotta del Baltico e assieme allo squadrone del Pacifico prese parte alla crociera intorno al mondo con destinazione Vladivostok. La Osljabja era la nave ammiraglia del retroammiraglio barone Dmitri von Fölkersam, comandante di una flottiglia che comprendeva le navi da battaglia Sissoi Veliky e Navarin, l'incrociatore corazzato Admiral Nakhimov, 7 cacciatorpediniere e 2 navi da trasporto. La flottiglia navigò dal Mar Baltico fino a Tangeri, proseguì nel Mediterraneo fino al rendezvous con 7 navi da trasporto cariche di rifornimenti salpate da Odessa, attraversò il Canale di Suez, proseguì lungo il Mar Rosso ed infine entrò nell'oceano Indiano dove si unì al resto della flotta, che aveva circumnavigato l'Africa, con cui raggiunse il Mar Cinese Orientale per giungere infine nello Stretto di Tsushima.
Durante il viaggio, il 10 maggio 1904, von Fölkersam morì di malattia. Il comando passò al capitano di 1° rango Vladimir Iossifovitch Rem.

### La battaglia di Tsushima

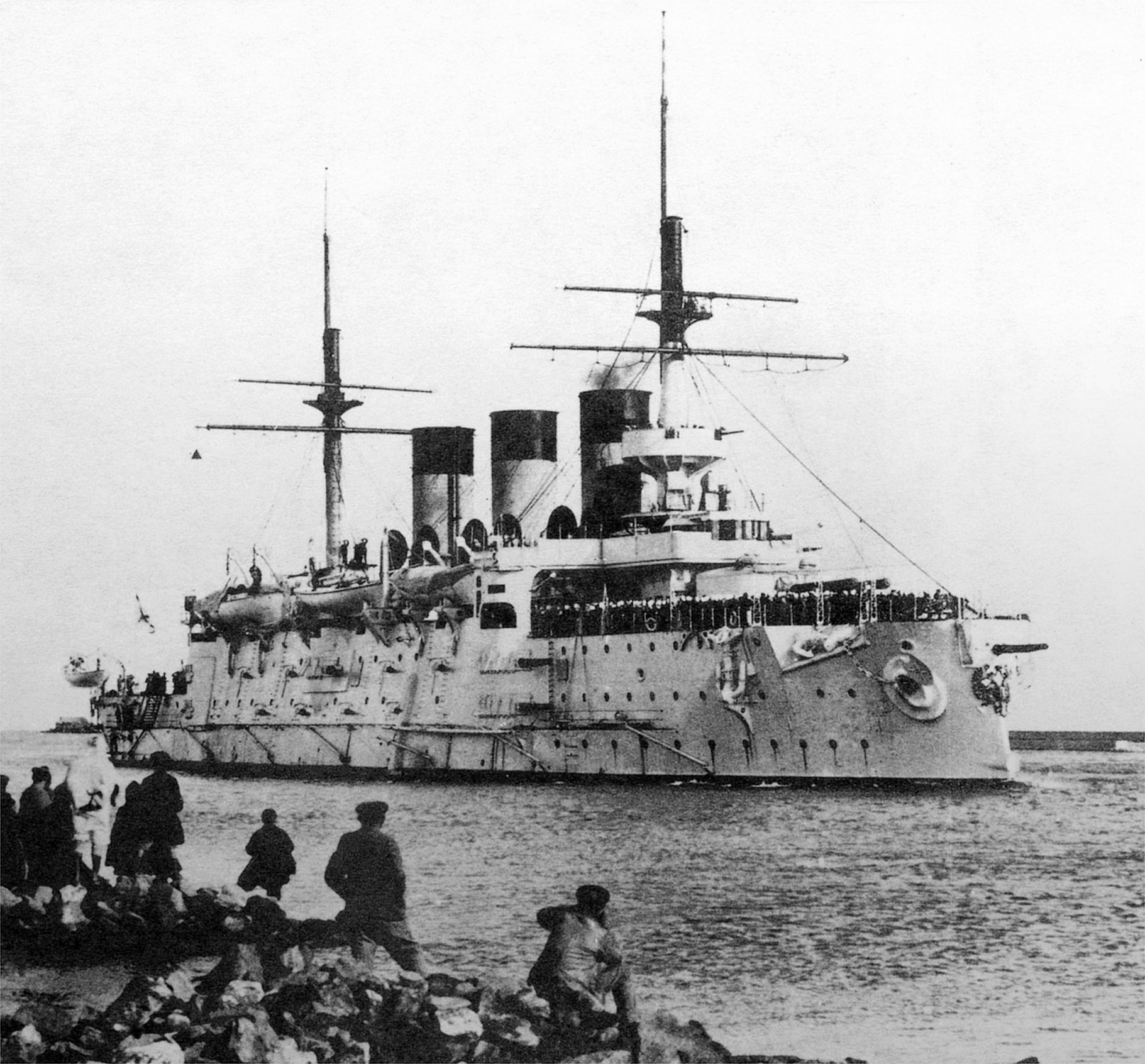
La Osljabja, dicembre 1903

La battaglia di Tsushima iniziò il 27 maggio 1905. Alle 13:49 la Osljabja e la Knyaz Suvorov, nave ammiraglia della flotta russa, aprirono il fuoco contro le navi giapponesi che alle 13:52 risposero al fuoco a loro volta. La Mikasa, nave ammiraglia del comandante della flotta giapponese, l'ammiraglio Tōgō Heihachirō, aprì il fuoco contro la Knyaz Suvorov, che divenne l'obiettivo principale degli artiglieri giapponesi. Le manovre della flotta russa costrinsero la Osljabja a rallentare fino a quasi fermarsi, diventando un facile bersaglio per le navi nemiche, in particolare per 5 incrociatori della flotta giapponese che concentrarono il loro fuoco sulla nave. Quando la Osljabja riuscì a riprendere velocità, alcuni proiettili l'avevano già raggiunta. La torretta di prua fu distrutta da tre incendi, il ponte fu anch'esso distrutto dalle fiamme, così come l'artiglieria della parte anteriore della nave. Brecce situate al di sopra della linea di galleggiamento permisero all'acqua di allagare il prima ed il secondo compartimento, causando l'affondamento della prua ed il conseguente sollevamento della poppa.
Dopo quindici minuti di combattimenti, l'Osljabja perse l'albero maestro. Lentamente la nave iniziò ad inclinarsi a babordo, poi l'acqua iniziò ad entrare da tribordo. Alle 12:40,la Osljabja era inclinata di 12° a babordo, la prua era devastata dalle fiamme e l'acqua iniziava ad entrare dagli oblò. Il tenente Mikhaïl Pavlovitch Sabline, convinto dell'impossibilità di fermare la diffusione di acqua, che oramai aveva raggiunto il ponte, scrisse una relazione sull'inevitabilità dell'affondamento della nave. Il comandante Rem, che era rimasto ferito durante la battaglia, diede l'ordine all'equipaggio di abbandonare la nave, che affondò alle 15:00.
La Osljabja fu la prima nave ad essere affondata nella battaglia.. Nell'affondamento persero la vita 515 membri dell'equipaggio, mentre 250 furono tratti in salvo, anche se di questi 27 perirono in seguito per le ferite riportate. La maggior parte di essi fu presa a bordo dal cacciatorpediniere Bychok che già aveva soccorso i superstiti della Knyaz Suvorov, compreso l'ammiraglio Zinovij Petrovič Rožestvenskij, comandante della flotta russa.
Il comandante Rem non volle abbandonare la Osljabja e, assieme alla bara di von Fölkersam, sprofondò nell'oceano.

## Lista dei marinai deceduti nell'affondamento dellaOsljabja
Lista parziale dei marinai deceduti durante l'affondamento della Osljabja:
- Tenente: Fedor Mikhaïlovitch Kossinski (ufficiale superiore di Stato maggiore)
- Capitano di 2° rango: David Pokhvisnev
- Capitano di 1° rango: Vladimir Iossifovitch Rem
- Capitano di 2° rango: Sergueï Genk (ufficiale d'artiglieria)
- Tenente d'artiglieria: Konstantin Karlovitch Tundermann
- Tenente di navigazione: Ivan Diatchenko
- Aiutante di navigazione: Viatcheslav Petrovitch Paletsky
- Tenente: Vladimir von Niedermiller
- Aiuto cuoco: Vladimir Truveller
- Ufficiale di guardia: Vassili Petrovitch Chipovalov
- Ufficiale di guardia: Valéry Valerianovitch Maïkov
- Ufficiale di guardia: Frederick N. Schierkenhefer
- Ufficiale di guardia: Ivan Boldyrev
- Ingegnere capo: Nikolaï Andreïevitch Tikhany
- Meccanico: Pierre Flaviantovitch
- Aiuto meccanico: Gregory G. Danilenko
- Aiuto meccanico: Alexeï A. Bykov
- Aiuto meccanico: Anatoly G. Chevelev
- Semion Artiemievitch Maïstruk
- Basile Medvedtchouk
- Consulente medico di bordo: Gregory S. Vassiliev
- Assistente medico: George Rolandovitch Bunting
- Constantin Antonovitch Zmatchinsky
- Cappellano: Padre Victor Nicolas.